# Беловрат гарван
Беловрат гарван (Corvus albicollis) е вид птица от семейство Вранови (Corvidae). Видът е незастрашен от изчезване.

## Разпространение
Разпространен е в Бурунди, Демократична република Конго, Кения, Лесото, Малави, Мозамбик, Намибия, Руанда, Южна Африка, Свазиленд, Танзания, Уганда, Замбия и Зимбабве.